# Legend of the Seeker
Legend of the Seeker is een Amerikaanse televisieserie van ABC Studios die vanaf 1 november 2008 werd uitgezonden. De reeks is gebaseerd op de boekenserie De Wetten van de Magie (The Sword of Truth) van Terry Goodkind en is geproduceerd door Sam Raimi, Robert Tapert, Joshua Donen, Ned Nalle en Kenneth Biller.
Er zijn twee seizoenen uitgezonden. De serie is niet verlengd voor een derde seizoen.

## Verhaal
Het verhaal vindt plaats in de wereld die auteur Terry Goodkind heeft gecreëerd in de boeken van De Wetten van de Magie. De wereld is in drie stukken verdeeld: Westland, Het Middenland en D'Hara. Westland is gescheiden van Het Middenland door een magische grens. Deze was gemaakt door Zeddicus Zu'l Zorander, afgekort Zedd, om het Westland te beschermen tegen magie. Aan de andere kant van Het Middenland ligt D'Hara, een rijk dat wordt geregeerd door Darken Rahl, een machtig man.
De eerste 22 afleveringen sluiten niet echt naadloos aan bij het eerste boek van De Wetten van de Magie-serie Het Zwaard van de Waarheid. Sommige verhalen en karakters verschillen met de boeken, maar de rode draad is zichtbaar. Er komen echter stukken in voor waarbij andere boeken naar voren komen die nog niks te maken hadden met het eerste deel. Het verhaal begint nadat Darken Rahl zijn legers op het Middenland heeft afgestuurd. Kahlan Amnell (Bridget Regan), een zogenaamde Confessor (Belijdster), reist naar Westland, op zoek naar een tovenaar en The Seeker (De Zoeker), dit omdat een profetie zegt dat er in die dagen een Zoeker zal worden benoemd die Darken Rahl zal verslaan. De profetie zegt ook dat deze Zoeker zal worden bijgestaan door een tovenaar en een Belijdster. Kahlan vindt de tovenaar, Zeddicus Zu'l Zorander (Bruce Spence), en de Zoeker: Richard Cypher (Craig Horner), die wordt gedwongen zijn lot te ondergaan. Samen gaan ze op reis om Darken Rahl te verslaan.

## Cast
- Craig Horner als Richard Cypher (The Seeker)
- Bridget Regan als Kahlan Amnell
- Bruce Spence als Zeddicus "Zedd" Zu'l Zorander
- Craig Parker als Darken Rahl